# ハロルド・ウォルターズ
ハロルド・ローレンス・ウォルターズ（Harold Laurence Walters、1918年9月29日 - 1984年10月22日）はアメリカ合衆国の作曲家、編曲家、指揮者。フレッド・フランク（Fred L. Frank）の筆名でも作品を発表している。

## 来歴
アーカンソー州ガードン（Gurdon）に生まれ、8歳からコルネットの演奏を始めた。シンシナティ大学音楽院、アメリカン大学、ワシントン音楽大学で学び、作曲をナディア・ブーランジェに師事した。チューバ奏者として活躍し、アメリカ海軍バンドでは編曲スタッフを務めた。その後、米国作曲家作詞家出版者協会（ASCAP）のメンバーとなり、ワシントンやニューヨークの劇場や映画、シグマンド・ロンバーグのオーケストラなどで作曲や指揮を行っている。また、パデュー大学バンドのハーフタイムショーのための編曲を数多く手がけた。1947年から25年以上にわたって音楽出版社ルバンク（現在はハル・レナードに吸収）で作曲、編曲、編集に携わり、ディキシーランド・ジャズからクラシックまでその作編曲作品は約1,500曲にも及ぶ。1956年にアメリカ吹奏楽指導者協会（American Bandmasters Association）のメンバーになり、9人編成のサーカスバンドからミシガン大学での12,800人の大合同バンドに至るまで、アメリカ国内はもとより世界各地で指揮をした。
1984年10月22日にフロリダ州ハリウッドで没した。66歳。
難易度が比較的低いスクールバンド向けの親しみやすい作品を多く発表しており、日本でも1960年代から1970年代にかけて広く演奏された。1966年と1969年に来日し、そのときの印象をもとに『日本民謡組曲』を作曲している。

## 主要作品

### 吹奏楽曲
- フーテナニー (Hootenanny, Folk Festival for Band)
- インスタント・コンサート (Instant Concert)
- ジャマイカ民謡組曲 (Jamaican Folk Suite)
- 日本民謡組曲 (Japanese Folk Suite)
- リートニア序曲 (Leetonia, Overture for Band)
- 西部の人々 (The Westerners)
- 南北戦争組曲 (Civil War Suite)
- 金管のための序曲 (Overture for Brass)
- ピザパーティ(Pizza Party)